# Troy Nehls
Troy Edwin Nehls [nɛlz], född 7 april 1968 i Dodge County i Wisconsin, är en amerikansk politiker (republikan). Han är ledamot av USA:s representanthus sedan 2021.
I kongressvalet 2020 besegrade Nehls demokraten Sri Preston Kulkarni med 51,5 procent av rösterna mot 44,6 procent för Kulkarni, medan libertarianen Joseph LeBlanc fick 3,9 procent.